# Kevin Séraphin
Kevin Séraphin (Caiena, Guaiana Francesa, 7 de desembre de 1989) és un exjugador de bàsquet francès. Amb 2,08 metres d'alçada juga en les posicions d'aler pivot i pivot.

## Carrera esportiva
Va debutar professionalment amb el Cholet Basket la temporada 2007-08, on va jugar tres temporades a la lliga francesa i diferents competicions internacionals. Va ser seleccionat pels Chicago Bulls en la 17a posició del Draft de l'NBA del 2010, encara que va ser immediatament traspassat als Washington Wizards.
El mes de setembre de 2011 va signar un contracte amb el Saski Baskonia de la lliga espanyola per la durada del lockout de l'NBA. Al desembre de 2011, després de la conclusió del lockout, va tornar amb els Wizards. La temporada 2015-16 va fitxar pels New York Knicks, i la temporada següent va jugar als Indiana Pacers. En el mes d'agost de 2017 va fitxar pel FC Barcelona de la lliga ACB per dues temporades.
A l'octubre del 2020 va anunciar la seva retirada.